# Hermya armiventris
Hermya armiventris är en tvåvingeart som beskrevs av Malloch 1931. Hermya armiventris ingår i släktet Hermya och familjen parasitflugor. Inga underarter finns listade i Catalogue of Life.